# Cases dels Canonges
Les cases dels Canonges són un conjunt d'edificis situats als carrers del del Bisbe, 4-8, de la Pietat, 2-6 i del Paradís, 7 de Barcelona, catalogats com a bé cultural d'interès local. L'edifici del carrer del Bisbe, unit per un pont cobert al Palau de la Generalitat, és la residència oficial del President de la Generalitat de Catalunya.

## Història

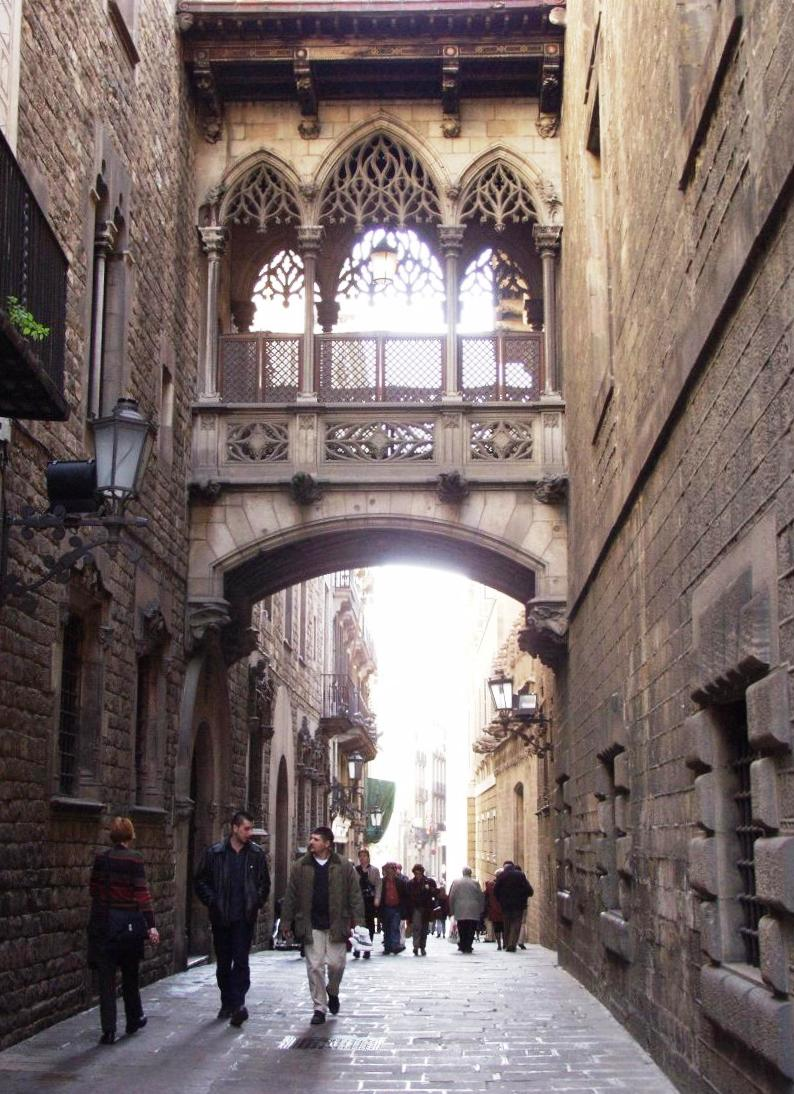
Pont neogòtic sobre el carrer del Bisbe

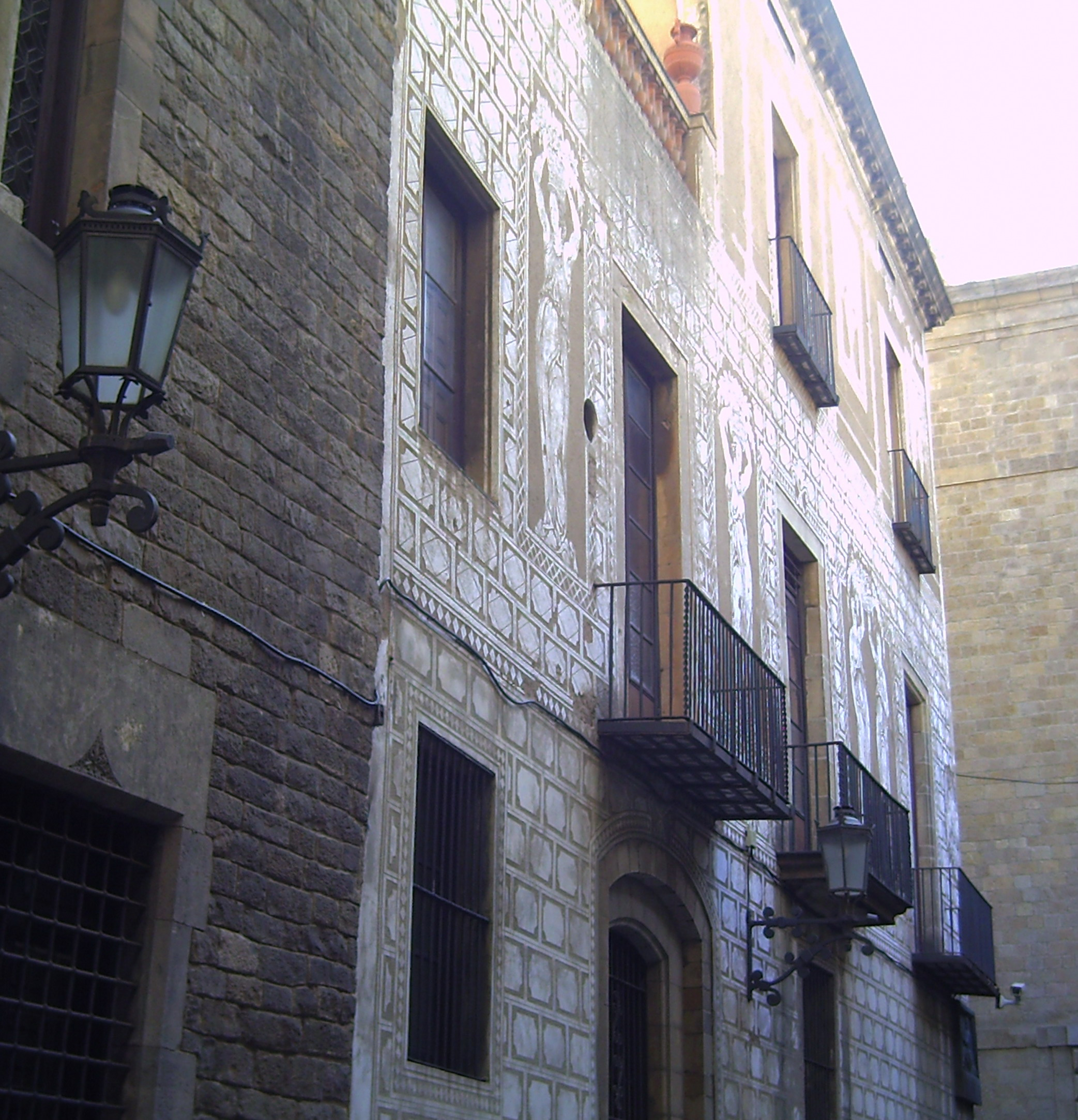
Façana esgrafiada del carrer de la Pietat

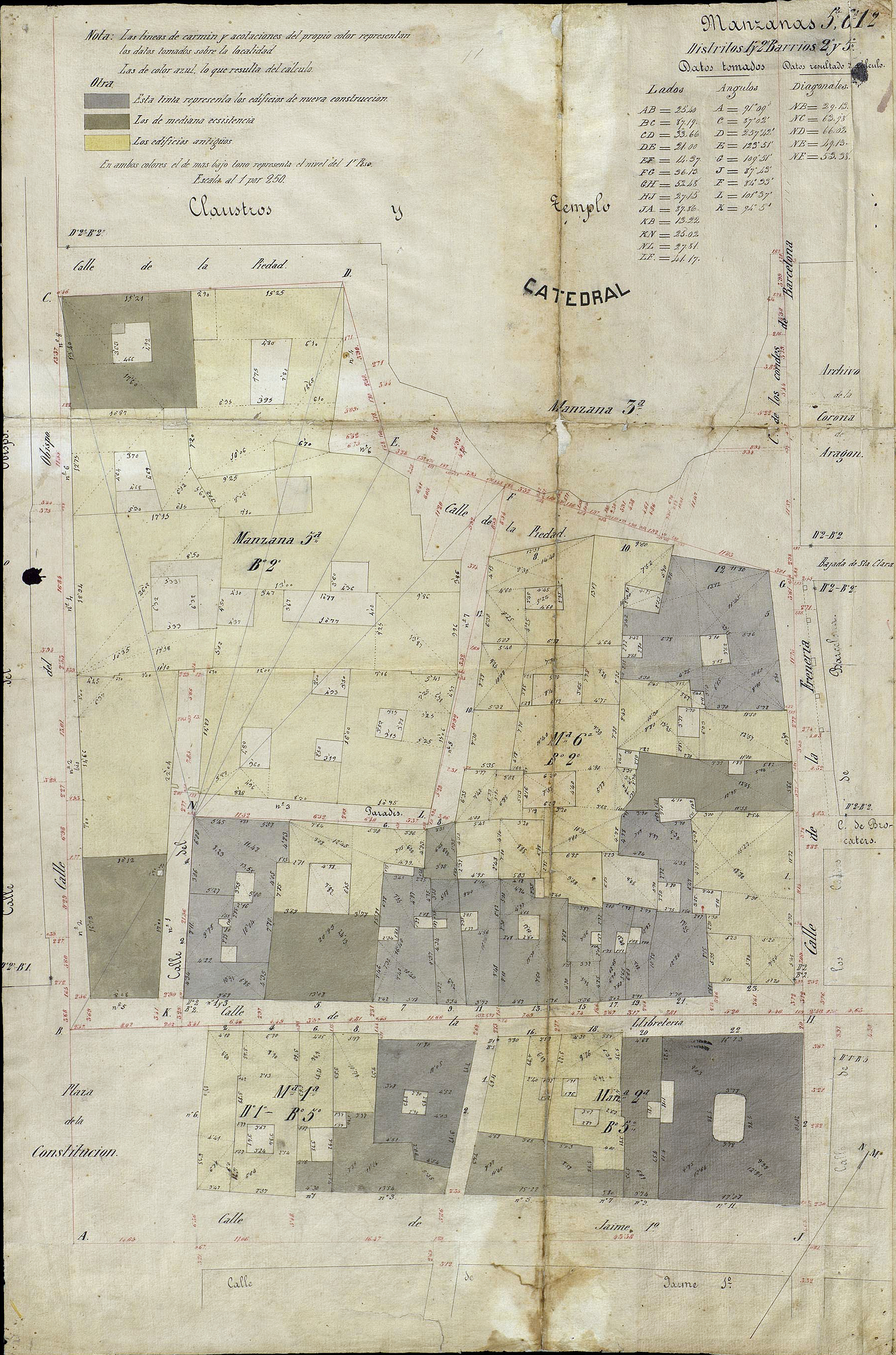
Quarteró núm. 45a de Garriga i Roca (c. 1860)

Possiblement daten del segle xiii o xiv, quan els canonges de la Catedral van deixar de viure en comunitat i s'instal·laren en cases particulars a l'entorn, però no s'ha documentat cap obra anterior al segle xvii. De fet, durant l'edat moderna aquelles cases començaren també a ser habitades per civils i artesans, donant lloc a un conjunt cada cop més heterogeni i bigarrat. A partir de les desamortitzacions del segle xix, la situació confosa de la propietat no va ajudar al seu manteniment, per bé que també va impedir que els casalots (alguns encara ocupats pel capítol) quedessin fora de l'especulació immobiliària de la segona meitat del segle.
El 1921, la Mancomunitat de Catalunya intentà adquirir el conjunt sencer, però només obtingué la casa que fa cantonada entre els carrers del Bisbe i de la Pietat. El 1924, el Foment de les Arts Decoratives (FAD) llogà l'edifici cantoner del carrer de la Pietat per a ubicar-hi la seva seu, després de la restauració dirigida pels arquitectes Joan Rubió i Bellver, Ramon Reventós i Jeroni Martorell i Terrats, que n'afectà especialment els interiors.
El 1927, l'edifici adquirit per la Mancomunitat es convertí en seu de l'Arxiu Reial de Barcelona i, amb la intervenció de Joan Rubió i Bellver, fou dotat dels esgrafiats i els arrimadors de majòlica de la façana actual. Aquell mateix any, durant la dictadura de Primo de Rivera, la Diputació adquirí el conjunt per tal d'ampliar la seva seu (aleshores situada al Palau de la Generalitat) i dotar-la així d'una residència oficial. Per a connectar ambdós edificis, Rubió i Bellver projectà el 1928 un pont cobert neogòtic flamíger sobre el carrer del bisbe. Tanmateix, la Diputació encarregà el disseny, la direcció i l'execució del projecte general de restauració del conjunt de les cases dels canonges a Jeroni Martorell. Aquesta intervenció fou molt contundent i poc respectuosa amb els elements preexistents, reinventant el conjunt a través d'un radical procés de medievalització. Mentre pertanyia a la Diputació, l'edifici va acollir d'altres usos, essent un dels més destacats el d'Escola de la dona.
Francesc Macià, primer president de la Generalitat republicana, trià l'edifici del carrer del Bisbe com a residència oficial, on moriria el 25 de desembre del 1933. El seu successor Lluís Companys continua la tradició fins a la seva partença cap a l'exili, al final de la Guerra Civil, el gener del 1939. El 1977, amb la restauració de la Generalitat, el president Josep Tarradellas ocuparia la residència fins a les Eleccions al Parlament de Catalunya de 1980. El seu successor Jordi Pujol va refusar-la com a residència privada, com han fet els successius presidents, amb la qual cosa l'edifici ostenta tan sols funcions de representació.
El març del 2020, a conseqüència de la crisi sanitària de la COVID-19, el president Quim Torra hi estigué confinat temporalment.

## Descripció
El cojunt comprèn semisoterrani, planta baixa i tres pisos sota coberta de vessants a la banda afrontada al carrer del Bisbe i planta baixa i dos pisos sota coberta de vessants a la banda del carrer de la Pietat. El conjunt distribueix cadascun dels seus àmbits en fins a vuit patis interiors de característiques dissemblants.
Les diverses façanes que conformen el conjunt són resultat d'una agressiva transformació de les darreries dels anys 1920, destinada a dotar el conjunt d'un caràcter medievalitzant. En aquesta operació es procedí a substituir gairebé la totalitat de les obertures i coronaments del grup d'edificis, utilitzant elements arquitectònics extrets d'altres edificis desapareguts i, especialment, elements petris nous imitant formulacions gòtiques. Només s'escapa d'aquesta tendència l'edifici que fa cantonada als carrers del Bisbe i de la Pietat, on Rubió i Bellver va executar una façana esgrafiada amb elements decoratius de gust barroc.
L'interior dels edificis també fou agressivament transformat, donant lloc a un espai de molt difícil lectura, amb solucions formals d'estil gòtic que no tenen correspondència amb l'estructura de les mateixes edificacions. En una sala alta, es van descobrir unes pintures murals amb escuts nobiliaris i composicions jeroglífiques, la conservació i restauració de les quals va ser desestimada pel seu mal estat.